# Агапов Юрій Георгійович
Юрій Георгійович Агапов (4 червня 1938 , Воронеж  — 23 травня 2000 , Санкт-Петербург ) — радянський футболіст, нападник.

## Біографія
Вихованець воронезького футболу. У 1962 році зіграв 5 матчів у класі «А» у складі ленінградського «Динамо», забив два м'ячі — обидва у ворота куйбишевських «Крил Рад» 11 серпня. Грав за ленінградський «Спартак»/«Автомобіліст» (1963, 1965), «Балтику» Калінінград (1966).
У 1971—1972 — головний граючий тренер ленінградського «Скорохода».
Навчався в університеті імені П. Ф. Лісгафта.